# Comuna Meduha, Halîci
Meduha (în ucraineană Медуха) este o comună în raionul Halîci, regiunea Ivano-Frankivsk, Ucraina, formată din satele Meduha (reședința) și Voronîțea.

## Demografie
Componența lingvistică a comunei Meduha
     Ucraineană (98,95%)
     Alte limbi (0,84%)
Conform recensământului din 2001, majoritatea populației comunei Meduha era vorbitoare de ucraineană (98,95%), existând în minoritate și vorbitori de alte limbi.